# Käsespätzle
Käsespätzle (w Tyrolu: Kasspatzln) – tradycyjne kluski, odmiana szpecli, serwowane z serem i zasmażaną cebulą, popularne na terenie kilku regionów Austrii, Niemiec, Liechtensteinu i Szwajcarii, w szczególności lubiane w austriackim Tyrolu.
Miękkie, lekko lejące ciasto jest delikatnie przecierane na specjalnej tarce (Spätzlehobel). Przyjmuje wówczas kształt grubych klusek (szpecli), które gotuje się do uzyskania jędrnej konsystencji. Przed podaniem miesza się je z usmażoną cebulą oraz dużą ilością startego sera. W niektórych wersjach regionalnych do przygotowania dania używa się lokalnych serów, np. w Tyrolu jest to Bergkäse lub Graukäse. Szpecle z rozpuszczonym serem zwykle posypuje się posiekaną natką pietruszki i smażonymi krążkami cebuli. W niektórych regionach jako dodatki stosuje się sałatę, sałatkę ziemniaczaną lub mus z jabłek. Kasspatzln jest jednym z najchętniej zamawianych przez turystów dań w tyrolskich schroniskach alpejskich.